# Nufenenpasset
Nufenenpass (italienska: Passo della Novena) är ett bergspass i Schweiz. Det ligger i kantonen Valais, i den centrala delen av landet. Nufenenpass ligger 2 478 meter över havet.
Trakten runt Nufenenpass består i huvudsak av gräsmarker. Vägen över passet lutar maximal 10 %. Den är stängd mellan november och maj.